# 959 a.C.
Il 959 a.C. (CMLIX a.C. in numeri romani) è un anno  del X secolo a.C.

## Eventi
- Antico Egitto: Titkheperura-setepenra succede a Netjerikheperra-setepenamon

## Morti
- Siamon, faraone egizio